# Patata della Sila
La pomme de terre de la Sila (patata della Sila en italien ou patati da' a Sila en dialecte calabrais) est une production italienne de pomme de terre cultivée sur le plateau de la Sila en Calabre, à une altitude moyenne de 1 200 mètres.
Elle a fait l'objet en 2007 d'une demande de classement en indication géographique protégée (IGP) auprès des instances européennes.
Elle fait partie des produits agroalimentaires traditionnels calabrais et est inscrite dans l'albo dei prodotti di montagna (répertoire des produits de montagne).
Une coopérative agricole, le Consorzio Produttori Patate Altopiano Silano, regroupant 73 producteurs, a été constituée pour assurer la promotion de cette production.

## Histoire
Les premières attestations de la culture de la pomme de terre de la Sila se trouvent dans la Statistica del Regno di Napoli datée de 1811.
La culture de la pomme de terre sur le plateau de la Sila est une activité traditionnelle, qui joue un rôle important dans l'économie locale.
Au milieu des  années 1950, pour mettre un certain ordre dans la culture du tubercule, est fondé le  Centro silano di moltiplicazione e selezione delle patate da seme - CE.MO.PA. silano (centre de la Sila de multiplication et sélection du plant de pomme de terre) qui est chargé principalement de diffuser les plants certifiés.

## Conditions à respecter
Variétés

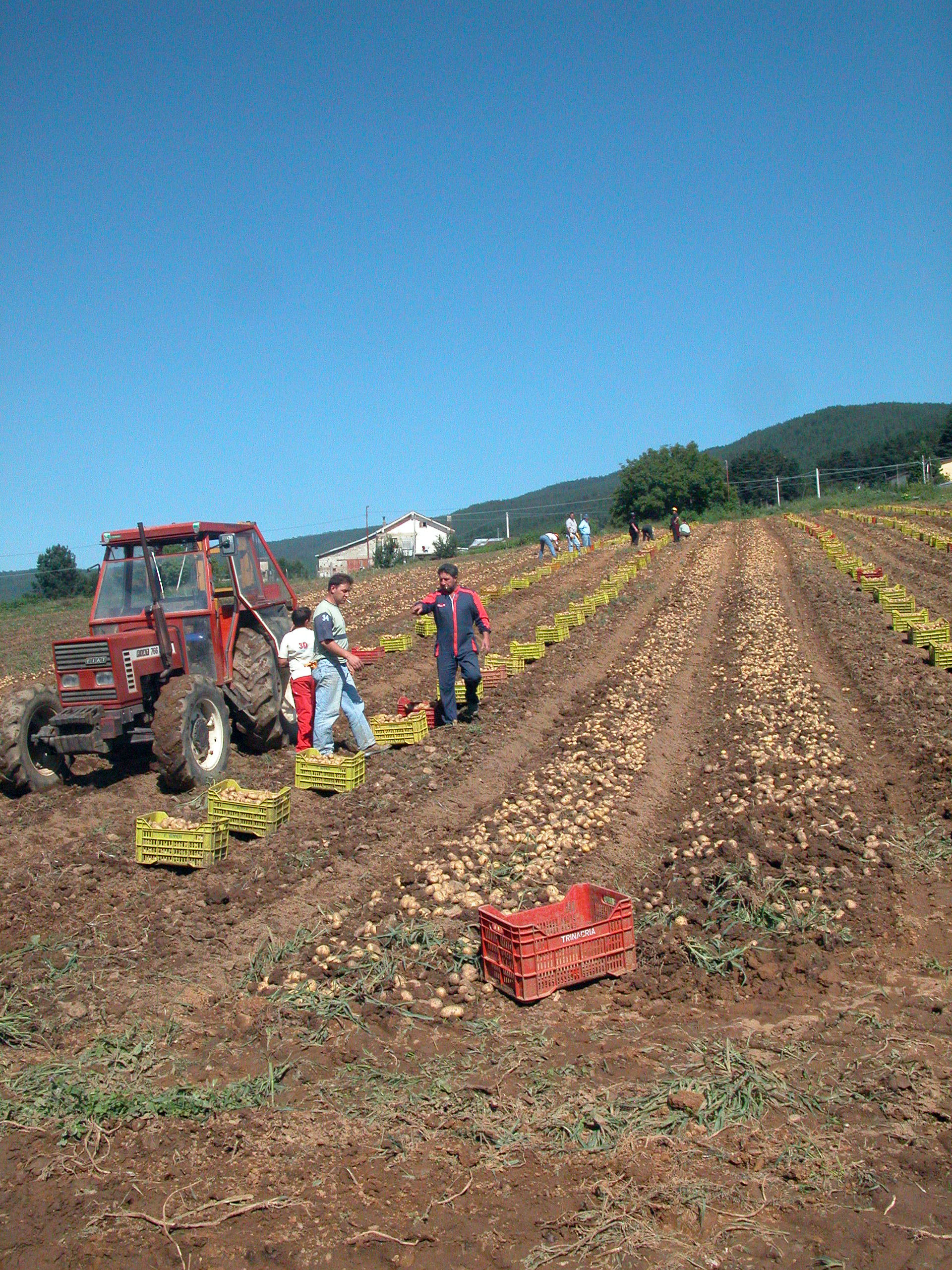
Récolte des pommes de terre de la Sila.

Plusieurs variétés sont admises dans l'appellation « pomme de terre de La Sila » : 'Agria', 'Désirée', 'Ditta', 'Majestic', 'Marabel', 'Nicola', dont certaines sont d'origine hollandaise ('Agria', 'Désirée').
Le tubercule local ancien se caractérise par sa peau violette et sa chair blanche.
Aire de production
La pomme de terre de la Sila est produite exclusivement dans les 26 communes suivantes des provinces de  Cosenza :
Acri, Aprigliano, Bocchigliero, Celico, Colosimi, Longobucco, Parenti, Pedace, Rogliano, San Giovanni in Fiore, Serra Pedace, Spezzano della Sila, Spezzano Piccolo, 
et de Catanzaro :
Albi, Carlopoli, Cicala, Conflenti, Decollatura, Magisano, Martirano, Martirano Lombardo, Motta Santa Lucia, Serrastretta, Sorbo San Basile, Soveria Mannelli, Taverna.
Matière sèche
Le taux de matière sèche doit être au minimum égal à 19 %.

## Folklore
Depuis 1978, la « fête de la pomme de terre de la Sila » (Sagra della patata della Sila) se déroule à Camigliatello Silano (commune de Spezzano della Sila) courant octobre et depuis 1980, le dernier dimanche d'août, une manifestation folklorico-culinaire centrée sur la pomme de terre de la Sila a lieu à Parenti.